# Buxus ekmanii
Buxus ekmanii är en buxbomsväxtart som beskrevs av Ignatz Urban. Buxus ekmanii ingår i släktet buxbomar, och familjen buxbomsväxter. Inga underarter finns listade i Catalogue of Life.